# Xylanthemum tianschanicum
Xylanthemum tianschanicum là một loài thực vật có hoa trong họ Cúc. Loài này được (Krasch.) Muradyan miêu tả khoa học đầu tiên năm 1970.